# فاليرا (ميسينيا)
فاليرا (Βαλύρα) هي مدينة في ميسينيا في مقاطعة كينتريكي إلادا في اليونان.
يبلغ عدد سكانها حوالي 863 نسمة.